# Мохуренко Григорій Григорович
Григо́рій Григо́рович Мохуре́нко (* 1987) — штаб-сержант Збройних сил України, учасник російсько-української війни.

## З життєпису
В мирний час проживає у місті Черкаси.
2014 року записуватися у добровольці прийшов разом із батьком. Взяли Григорія — батькові роки не дозволили йти на контракт. На фронт потрапив у складі 128-ї гірськопіхотної бригади — саме під час боїв за Дебальцеве (де й залишався до самого виведення). Повернувшись у постійний пункт дислокації, перевівся в іншу бригаду. «Виріс» від солдата до головного сержанта батальйону. В першу ротацію десантником був на посаді командира відділення швидкого реагування — в Авдіївці. 10 місяців перебував під Новгородським, де 2017 року зазнав першого поранення — в ногу. Разом з ним на фронті постійно вівчарка Грей (також зазнала поранення).
2018 року під Верхньоторецьким під час обстрілу терористами опорного пункту бійці перечікували в укритті. Після двох годин обстрілу викликали підкріплення з БТРом. Підкріплення не видно, Григорій ухвалив рішення — треба бігти до БТРа (можливо потрібна допомога). Щойно повернув за ріг, побачив підмогу. Наступної миті — два вибухи; Мохуренка відкинуло на землю. Осколки потрапили в ногу і голову, кров залила все обличчя. Лікар уламки з ноги витяг — з голови не брався — дуже близько до нерва.
За три тижні виписався, повернувся на ВОП. Уже там вийшов із ноги ще один уламок.

## Нагороди та вшанування
- Указом Президента України № 878/2019 від 4 грудня 2019 року за «особисті заслуги у зміцненні обороноздатності Української держави, мужність і самовіддані дії, виявлені у захисті державного суверенітету та територіальної цілісності України, зразкове виконання військового обов'язку» нагороджений орденом «За мужність» III ступеня[1].
- Медаль «За військову службу Україні»[2]